# 逸林首府

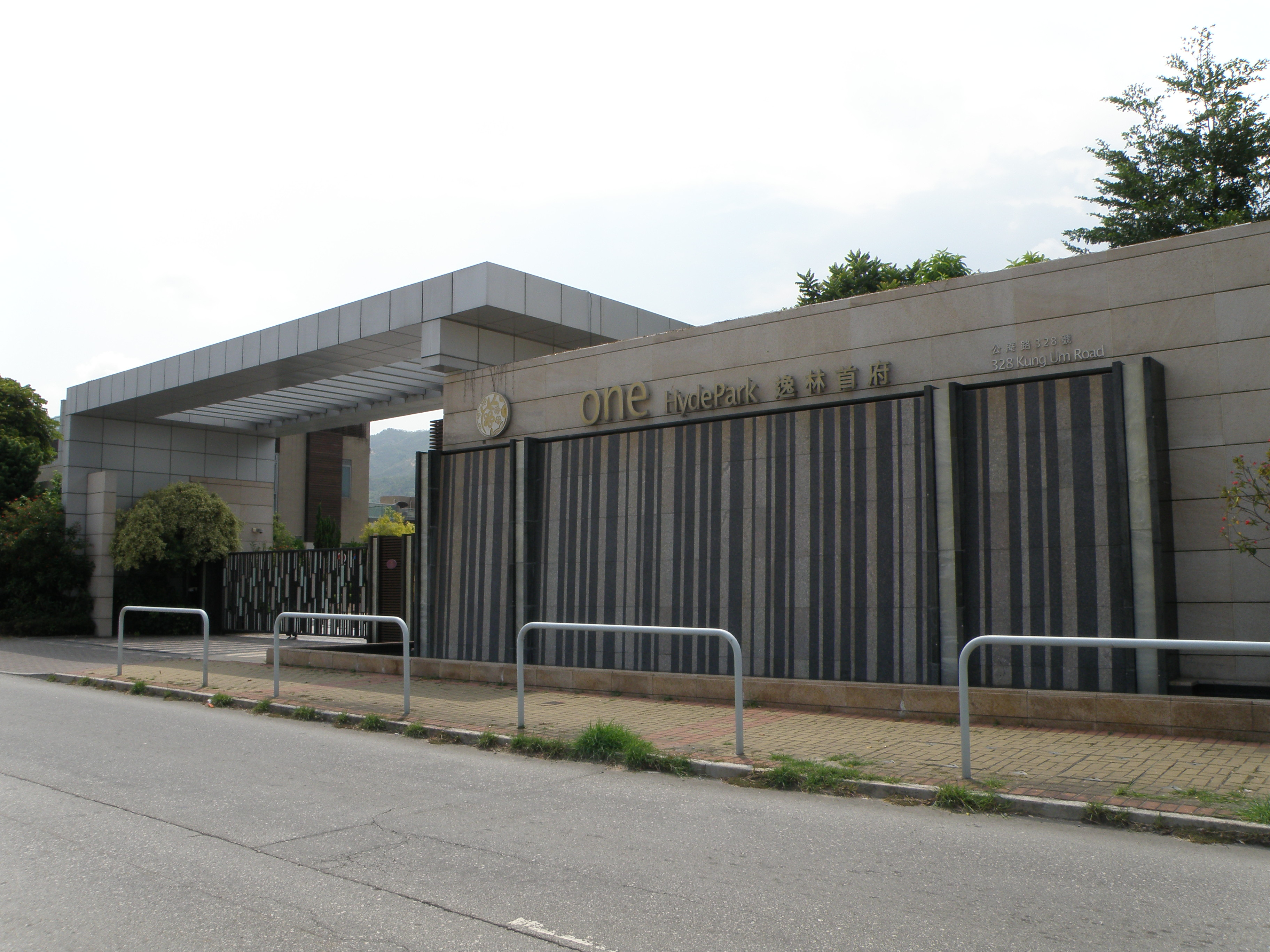
逸林首府入口

逸林首府（英語：One Hyde Park），為一位於香港元朗白沙村的小型屋苑，鄰近大欖郊野公園，共設30座獨立洋房，每座樓高2層，由新鴻基地產發展，於2009年入伙。

## 簡介
住宅位於傳統的洋房區，故發展商把其發展成30座2層高的獨立洋房，而每洋房均設有前後花園及私家車庫，亦有私人的大閘，每單位建築面積為約2,000-5,000平方呎，開售呎價約由$4,200起。而由於屋苑位處較為偏僻，故附近較為寧靜。
發展商在宣傳中介紹屋苑為「全港罕有、區內唯一的全新洋房別墅項目」，而元朗則是傳統的洋房區。
屋苑內亦有會所及停車場，其會所命名為「Club Kensington」，設施有泳池、健身室、宴會廳等；停車場則有45個車位。

## 附近住宅
- 田寮村
- 振輝花園
- 利園
- 安逸居
- 凱巒
- 漾逸峰

## 外部連結
- 逸林首府 官方網頁[永久]